# Абрамович, Казимир Фомич
Казими́р Фоми́ч Абрамович (1880, д. Мотославица, Петроковская губерния, Российская империя — не ранее 1920, ?) — российский математик.
Основные научные интересы: Высшая математика. Аналитическая геометрия.

## Биография
Родился д. Мотославица, Петроковский уезд, Петраковская губерния в 1880 году. Закончил в 1911 году Математическое отделение физико-сатематического факультета Киевского университета с дипломом I степени. В 1913 г. оставлен при университете для подготовки к профессорскому званию по кафедре чистой математики на два года. Наставником и учителем был Граве Дмитрий Александрович. С 1916—1917 года преподавал приват-доцентом на кафедре математики и астрономии физико-математического факультета Пермского отделения Императорского Петроградского университета (с июля 1917 — Пермский университет). В университете занимал должность в библиотечной комиссии физико-математического факультета.
Приказом по Министерству народного просвещения от 14 августа 1917 г. назначен исполняющим должность экстраординарного профессора по кафедре чистой математики Пермского университета.
В 1920 г., был командирован в г. Киев, где вскоре заболел тифом в тяжелой форме, после чего в Пермь более не возвращался. Дата и место смерти не известны.

## Основные курсы
|      |      | Факультет преподавания | Наименование курса           |
| ---- | ---- | ---------------------- | ---------------------------- |
| 1916 | 1917 | Физико-математический  | Аналитическая геометрия      |
| 1916 | 1917 | Физико-математический  | Введение в высшую математику |
| 1916 | 1917 | Физико-математический  | Дифференциальное исчисление  |

## Избранная библиография
- О гипергеометрических функциях с одной особенной по виду точкой. Киев, 1912.
- О распределении корней гипергеометрической функции на плоскости. Киев, 1915.